# Wiener Donaubrücken

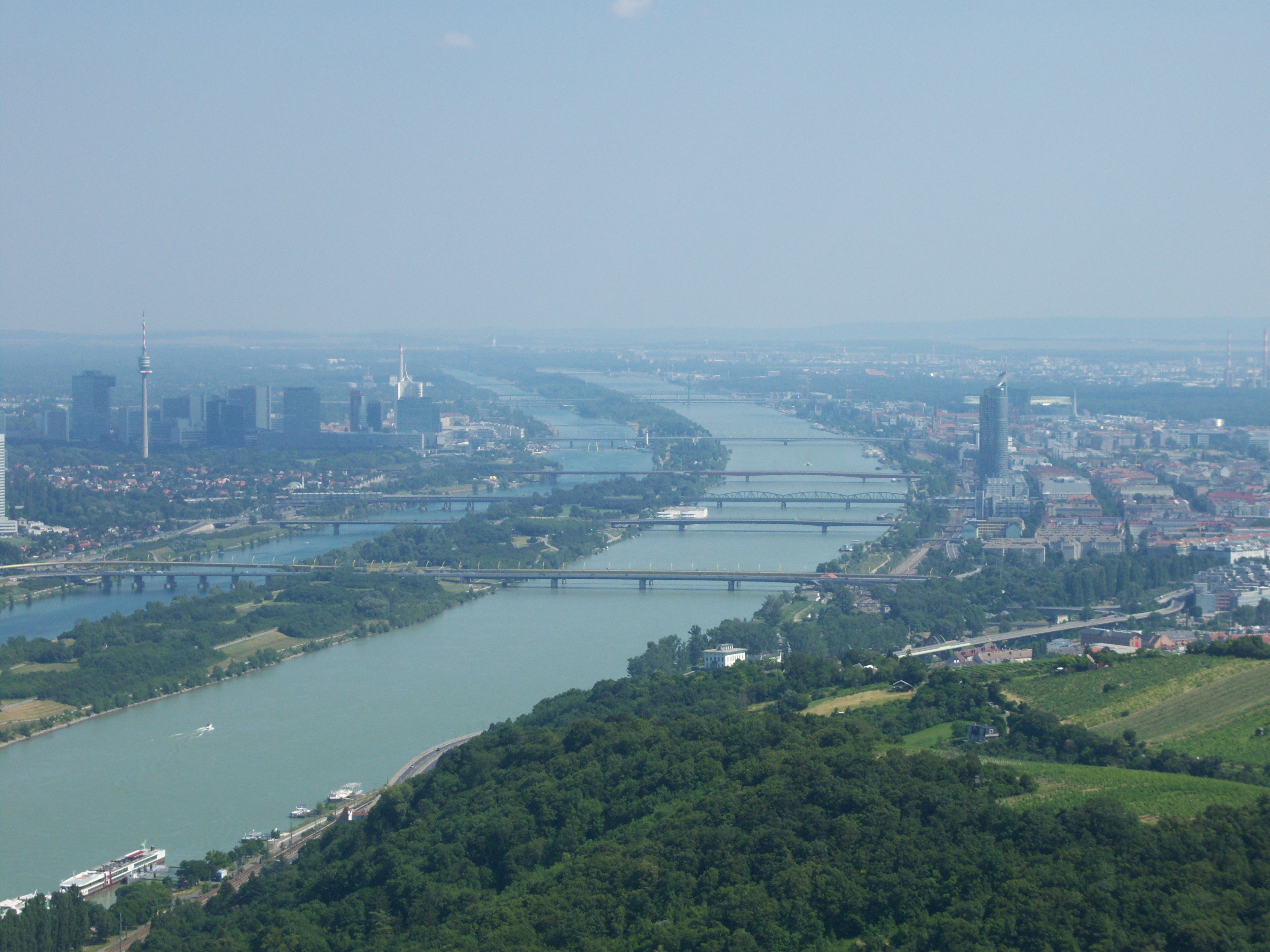
Blick vom Leopoldsberg auf die Wiener Donaubrücken

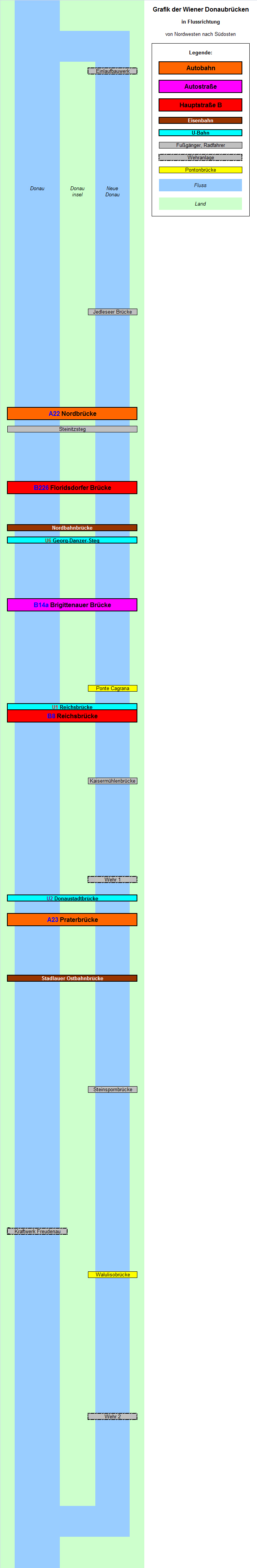
Lage der Wiener Donaubrücken

Die Wiener Donaubrücken verbinden den älteren Teil Wiens am rechten Donauufer mit den jüngeren Bezirken am linken Donauufer.

## Allgemeines

### Gewässersituation der Donau
Die Donau fließt insgesamt Richtung Ostsüdost, in Österreich nach O und in Wien nach SO. Das Hauptgerinne ist typisch 300 m breit und bildet eine internationale Wasserstraße (verwaltet von via donau) zwischen Atlantik/Rhein-Main-Donau-Kanal im NW und Schwarzem Meer im OSO und wird kurz vor dem Verlassen von Wien am Kraftwerk Freudenau aufgestaut.
Der Hauptarm wird fast auf der gesamten Durchquerungslänge des Gemeindegebiets seit grob etwa 1980 links von der Neuen Donau begleitet. An ihrem Einlaufbauwerk  wird Wasserkraft gewonnen, nahe dem unteren Ende hält ein Wehr beim in der Regel geringen Durchfluss den Wasserstand, der Auslauf erfolgt kurz danach ins Unterwasser des KrW Freudenau. Nur bei (drohender) großer, etwa dreijähriger Hochwasserführung der Donau wird die Neue Donau von Freizeitnutzung (Erholung, Sport, Gastronomie) geräumt und ihr Wasserspiegel zur Aufnahme bis zu sehr großem Durchfluss höher reguliert.
Rechts des Hauptarms und nur längs gut der Hälfte des Durchmessers des Gemeindegebiets schlängelt sich der Donaukanal durch die Stadt, spannt die Bezirke 20 und 21 auf und tangiert mit seinem rechten Ufer den 1. Bezirk Innere Stadt. Am absenkenden Einlauf wird seit etwa 2020 Wasserkraft gewonnen. Schiffbar ist der gesamte Donaukanal nur vom unteren Ende her. Bedeutsam ist heute der Personenschnellverkehr per Tragflächenbooten zwischen den Innenstädten von Wien und Bratislava via freie Fließstrecke, also ohne behindernde Kraftwerke unterhalb von Wien.

### Brücken
Überörtliche Bedeutung haben nur jene Brücken, die über Donau und Neue Donau führen und somit Verbindungen zwischen dem Stadtgebiet südlich (rechtsufrig) und nördlich (linksufrig) der Donau herstellen. Derzeit führen elf Brücken über beide Stromarme, davon sind fünf Straßenbrücken, die mit Ausnahme von einer auch für Fußgänger und Radfahrer benutzbar sind, weiters zwei Eisenbahn- und zwei U-Bahn-Brücken und zwei Stege, die gänzlich Fußgängern und Radfahrern vorbehalten sind. Bei einer der Straßenbrücken, der Reichsbrücke, befinden sich U-Bahn-Gleise im Untergeschoß.
Im Südosten des Stadtgebietes bestehen zwei Rohrbrücken, die Rohrleitungen auf linksufrigem Wiener und rechtsufrigem, niederösterreichischem Gebiet verbinden.
Sieben weitere Brücken, die beiden Wehre 1 und 2 inbegriffen, führen in Wien vom nördlichen (linksufrigen) Donauufer über die Neue Donau auf die Donauinsel und dienen zu ihrer lokalen Erschließung, wobei zwei davon Pontonbrücken sind, die in der Wintersaison und bei Hochwasser nicht nutzbar sind. Das Einlaufbauwerk der Neuen Donau befindet sich in Niederösterreich.
Das Kraftwerk Freudenau im Hauptstrom stellt gemeinsam mit der Walulisobrücke über die Neue Donau einen Übergang für Fußgänger und Radfahrer über beide Stromarme dar. Im längeren fuß- und radbrückenfreien Abschnitt zwischen Praterbrücke und Kraftwerk Freudenau wird saisonal eine private Donaufähre zwischen der Friedenspagode und der Wildwasserarena auf der Donauinsel betrieben, gemeinsam mit der Steinspornbrücke über die Neue Donau können somit zeitweise auch hier beide Gewässer gequert werden.

## Geschichte
Die einst unregulierte Donau war innerhalb der heutigen Stadtgrenzen von Wien ein stark verzweigter Fluss. Bevor die ersten Brücken errichtet wurden – und teilweise auch danach – war man bei der Überquerung von einem oder mehrerer Donauarme auf Fährboote angewiesen, die so genannten Urfahre, die gegen Bezahlung genutzt werden konnten. Mitte des 15. Jahrhunderts wurde infolge des von König Albrecht II. erlassenen Brückenrechts mit dem Bau von befestigten Donaubrücken im Raum Wien begonnen. 1439 wurde die Wolfsbrücke errichtet, eine Holzbrücke in der Gegend der heutigen Floridsdorfer Brücke. Es folgten die Lange Brücke in der Nähe des Augartens und die Schlagbrücke im Bereich der heutigen Schwedenbrücke, die 1464 urkundlich erwähnt wurde. Die Schlagbrücke verdankt ihren Namen dem Umstand, dass sie – aus Richtung Floridsdorf kommend – die letzte zu passierende Brücke vor Wien war, wo Schlachtvieh „geschlagen“ (also geschlachtet) wurde, da Hygienevorschriften den längeren Transport von totem Vieh bzw. Fleisch untersagten.
Diese und einige weitere Brücken wurden von Söldnern bewacht und konnten nur gegen Entrichtung einer Brückenmaut passiert werden, die wiederum zweckgebunden für Reparatur- und Instandhaltungsarbeiten verwendet wurde, da die Brücken durch Hochwasser und Eisstöße immer wieder beschädigt oder unpassierbar gemacht wurden. 1698 wurde schließlich ein erster Versuch unternommen, die Donau im Bereich von Wien zu regulieren. Die Wolfsbrücke wurde abgerissen und die Große und Kleine Taborbrücke errichtet.
Im Zuge der Wiener Donauregulierung von 1870 bis 1875 wurden anstelle der bisherigen Holz- und Steinbrücken erstmals Eisenbrücken über das neue Flussbett errichtet. Es waren dies die Nordwestbahnbrücke, Kaiser-Franz-Joseph-Brücke, Kaiser-Ferdinand-Nordbahnbrücke, Kronprinz-Rudolf-Brücke und Stadlauer Staatsbahnbrücke.
Im April 1945 wurden während der Schlacht um Wien von den sich zurückziehenden deutschen Verbänden alle Wiener Donaubrücken mit Ausnahme der Reichsbrücke gesprengt. Diese blieb bis zum Wiederaufbau der Floridsdorfer Brücke im Jahr 1946 die einzige Wiener Straßenbrücke über die Donau. Nach ihrem Einsturz am 1. August 1976 wurde die neu errichtete Reichsbrücke am 1. November 1980 eröffnet. Die 1945 schwer beschädigte Stadlauer Ostbahnbrücke konnte nach Kriegsende wieder instand gesetzt werden und ist heute die älteste Donaubrücke Wiens.

## Die Brücken im Detail
in Flussrichtung:
| Stromkm | Brücke                            | Querung von          | Nutzung                                                | Eröffnung                              | Bemerkung | Foto |
| ------- | --------------------------------- | -------------------- | ------------------------------------------------------ | -------------------------------------- | --- | ---- |
| 1.938,1 | Einlaufbauwerk Langenzersdorf, NÖ | Neue Donau           | Fußgänger und Radfahrer                                | 1975                                   | Wehranlage Das Einlaufbauwerk befindet sich bereits in Niederösterreich, 2 km von der Wiener Stadtgrenze entfernt. |      |
| 1934,2  | Jedleseer Brücke                  | Neue Donau           | Fußgänger und Radfahrer                                | 1983                                   | |      |
| 1.932,6 | Nordbrücke                        | Donau und Neue Donau | Autobahn A22                                           | 1964 (Standort seit 1872)              | Pfeiler der früheren Nordwestbahnbrücke                                                                            |      |
| 1.932,5 | Steinitzsteg                      | Donau und Neue Donau | Fußgänger und Radfahrer                                | 1995                                   | bis 2009 Nordsteg; Abfahrt zur Donauinsel                                                                          |      |
| 1.931,7 | Floridsdorfer Brücke              | Donau und Neue Donau | Hauptstraße B226, Straßenbahn 31, Fußgänger, Radfahrer | 1978 (Standort seit 1874)              | Abfahrt zur Donauinsel                                                                                             |      |
| 1.931,2 | Nordbahnbrücke                    | Donau und Neue Donau | Nordbahn                                               | 1957 (Standort seit 1874)              | Fußgängersteg (nicht öffentlich zugänglich)                                                                        |      |
| 1.931,2 | Georg-Danzer-Steg                 | Donau und Neue Donau | U-Bahn U6, Fußgänger, Radfahrer                        | 1996                                   | Abfahrt zur Donauinsel (Fußgänger, Radfahrer)                                                                      |      |
| 1.930,4 | Brigittenauer Brücke              | Donau und Neue Donau | Autostraße B14a, Fußgänger, Radfahrer                  | 1982                                   | Abfahrt zur Donauinsel (Fußgänger, Radfahrer)                                                                      |      |
| 1.929,3 | Ponte Cagrana                     | Neue Donau           | Fußgänger und Radfahrer                                | 2000                                   | Pontonbrücke, nicht jederzeit benutzbar                                                                            |      |
| 1.928,9 | Reichsbrücke                      | Donau und Neue Donau | U-Bahn U1, Hauptstraße B8, Fußgänger, Radfahrer        | 1980 (U-Bahn 1982; Standort seit 1876) | Kombibrücke (U-Bahn- und Straßenverkehr), Abfahrt zur Donauinsel                                                   |      |
| 1927,9  | Kaisermühlenbrücke                | Neue Donau           | Fußgänger und Radfahrer                                | 1993                                   | |      |
| 1.926,2 | Wehr 1                            | Neue Donau           | Fußgänger und Radfahrer                                | 1978                                   | Wehranlage |      |
| 1.926,0 | Donaustadtbrücke                  | Donau und Neue Donau | U-Bahn U2                                              | 1995 Straßenbrücke, 2010 U-Bahn-Brücke | ursprünglich als Ausweichroute für die Praterbrücke errichtet, für die Verlängerung der U2 umgebaut                |      |
| 1.925,8 | Praterbrücke                      | Donau und Neue Donau | Autobahn A23, Fußgänger, Radfahrer                     | 1970                                   | Abfahrt zur Donauinsel (Fußgänger, Radfahrer)                                                                      |      |
| 1.925,0 | Stadlauer Ostbahnbrücke           | Donau und Neue Donau | Laaer Ostbahn                                          | 1932 (Standort seit 1870)              | älteste bestehende Donaubrücke Wiens                                                                               |      |
| 1923,2  | Steinspornbrücke                  | Neue Donau           | Fußgänger und Radfahrer                                | 1974                                   | |      |
| 1.921,1 | Kraftwerk Freudenau               | Donau                | Fußgänger und Radfahrer                                | 1998                                   | Kraftwerk, Wehranlage, überdachte Brücke mit Aussichtsplattform                                                    |      |
| 1920,4  | Walulisobrücke                    | Neue Donau           | Fußgänger und Radfahrer                                | 1998                                   | Pontonbrücke, nicht jederzeit benutzbar                                                                            |      |
| 1918,3  | Wehr 2                            | Neue Donau           | Fußgänger und Radfahrer                                | 1988                                   | Wehranlage |      |
| 1.917,7 | Rohrbrücke Mannswörth             | Donau und Neue Donau | Rohrbrücke                                             | 1961                                   | mehrere Rohre für Rohöl, Ölprodukte; begehbarer Steg (nicht öffentlich zugänglich); zusätzlich Düker               |      |
| 1.914,4 | Barbara-Rohrbrücke                | Donau                | Rohrbrücke                                             | 1957                                   | Gas-Pipeline; via Gitterrost begehbar (nicht öffentlich zugänglich)                                                |      |